# Riverbank
Riverbank é uma cidade localizada no estado americano da Califórnia, no condado de Stanislaus. Foi incorporada em 23 de agosto de 1922.

## Geografia
De acordo com o United States Census Bureau, a cidade tem uma área de 10,7 km², onde 10,6 km² estão cobertos por terra e 1 km² por água.

### Localidades na vizinhança
O diagrama seguinte representa as localidades num raio de 16 km ao redor de Riverbank.

## Demografia
Segundo o censo nacional de 2010, a sua população é de 22 678 habitantes e sua densidade populacional é de 2 140,84 hab/km². Possui 7 069 residências, que resulta em uma densidade de 667,32 residências/km².